# Гаплогрупа R-M269

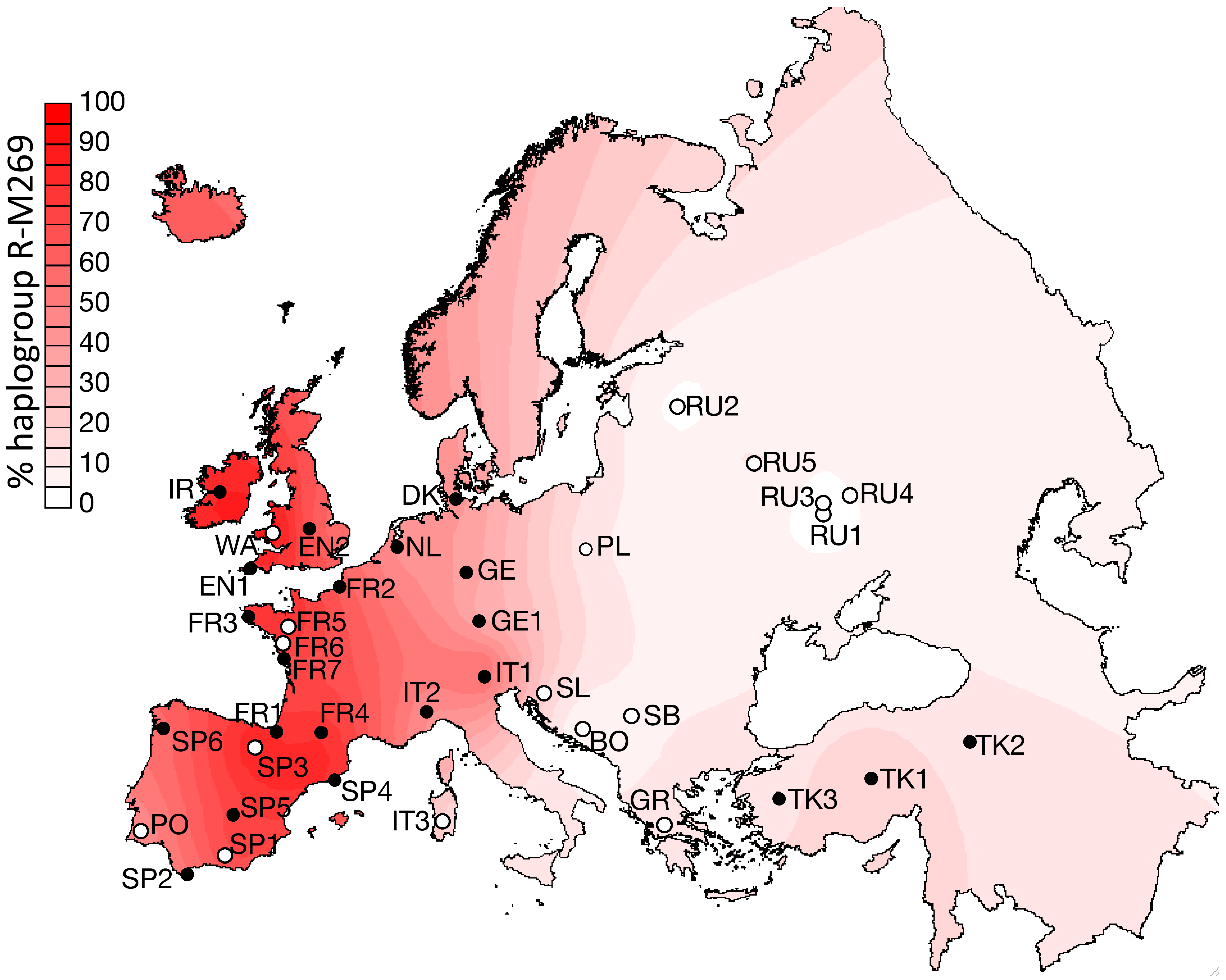
Поширення М269 у Європі

Гаплогру́па R-M269 (інша назва R1b1a1a2) — гаплогрупа людської Y-хромосоми, найчисельніше відгалуження гаплогрупи R1b. На 2017 років R-M269 є найпоширенішою Y-ДНК європейських чоловіків. Носіями є приблизно 110 мільйонів європейських чоловіків.
M269 сформувалася 13300 років тому. Загальний предок жив 6400 років тому.
Гаплогрупа R-M269 щільно поширена у Європі.
R-M269 є однією з самих досліджених Y-ДНК гаплогруп у плані поширення індоєвропейців до Європи. Особливо R-L23 (R-Z2103) була знайдена превалентною у стародавніх зразках що відносяться до ямної культури.

## Походження
Батьківщиною M269 є Західна Азія. З'явилася у Європі у новокам'яну добу. Проте різноманіття субкладів M269 у Європі та їх географічне поширення пов'язані з колонізаційними хвилями з євразійських степів за мідної та бронзової діб.
Достеменно невідомо коли R-M269 перетнула Кавказ у понтійсько-каспійський степ, але припускають що то було з появою дніпро-донецької культури у 5100-4300 роках до Р.Х.. Дніпро-донецька культура була першою спражньою новокам'яною спільнотою у цих степах з одомашненими коровами, вівцями та козами. За доби дніпро-донецької культури відбувається перехід від племен R1a або/та I2a1b до раннього землеробства, можливо з домішкою близькосхідних фермерів "Старої Європи".
Понад 30 зразків з України новокам'яної доби (5500-4800 роки до Р.Х.) були досліджені Матієсоном у 2017 році. Вони належать до Y-гаплогрупи I, I2a2, R1a, R1b1a (L754) та лише один до R1b1a2 (L388). Жодний не належить до R1b-M269 або R1b-L23, які стали домінуючими у добу ямної культури.
Мітохонріальні результути належать U4a, U4b, U4d, U5a1, U5a2, U5b2, а також по одному до J2b1 та U2e1. Жодна з цих мітохондріальних гаплогруп не належить до типових індо-європейських H2a1, H6, H8, H15, I1a1, J1b1a, W3, W4 або W5 що зёявляться пізніше за ямної, шнурової кераміки та унетицької культур. Аутосомні геноми новокам'яної України були чисто з середньокам'яної доби Європи (приблизно 90% EHG та 10% WHG) та повністю відсютні кавказькі домішки (CHG), які вже знайдені за часу ямної культури та культур-наступниць бронзової доби.
Перша чисто прото-індоєвропейською культурою була середньостогівсько (4600-3900 роки до Р.Х)-хвалинська (5200-4500 роки до Р.Х) культурно-історична спільнота. Саме тоді з'являються та продовжуються у наступних степових культурах самобутні поховання під могилами (курганами) з положенням померлих на спині з піднятими, зігнутими колінами, з напрямом голови на північний схід.
Інша міграція з Закавказзя на Передкавказзя сталося 3700 років до Р.Х. з появою майкопської культури бронзової доби. Майкопська культура з'явилася на Кубані з переходом племен мідної доби Асирії та Мідії через Кавказ. Майкопська культура поширила бронову технологію та обряд поховання у понтійсько-каспійський степ, де, незабаром (з 3500 року до Р.Х), зформувалася ямна культура.
За часу ямної культури (3500-2500 роки до Р.Х.) R-M269 жили та мішалися з першоприбулими R1a. За даними лінгвістів саме у цей період формуються як лінгва-франка прото-індоєвропейська мова. Подібності прото-індоєвропейської мови з кавказькими та хуритською мовами Західної Азії з одної сторони та уральських мов Волго-Уральського краю з іншої вказують на понто-каспійський степ як на важливий регіон її походження. Також за часу ямної культури поширилися криті вози, як засіб пересувного життя, що згодом допомогло їм заселити широкі простори Євразії. Цими возами продовжували користуватися за доби Римської імперії германські племена та у Галлії.

## Поширення
Поширення M269 зростає зі сходу на захід Європи. Вона досягає максимуму 92% у Велсі, 82% в Ірландії (у деяких місцях до 95%), 70% у Шотландії, 68% в Іспанії, 60% у Франції (76% у Нормандії), близько 60% у Португалії, 53% в Італії, 50% у Німеччині, 50% у Нідерляндах, 45% у східній Англії, 43% у Данії та 42% в Ісландії. Мінімально, у Західній Європі може сягати, наприклад 27% у верхів'ях Рони. З меншою частотою M269 зустрічаються у Центральній (наприклад 2,4% у Польщі) та Південно-Східній Європі та зменшується Євразією до менше 1% у Китаї та Індії. У Африці найбільшого поширення досягає у Алжирі (10%) та серед гереро у Намібії (8%).
Західноєвропейці M269 поділені на представників P312/S116 та U106/S21 відгалуження M412 (L51). 
Поза оригінальними початковим R-M269 решта ділиться на 2 головні групи:
- R-L23 (R1b1a1a2a; L23/PF6534/S141) - сформована 6400 років тому: загальний предок 6100 років тому.
- R-PF7562 (R1b1a1a2b; V2850) - сформована 6400 років тому: загальний предок 5600 років тому.

R-L23* є найбільш поширеними R-M269. коли R-PF7562 тепер рідкі.
У Росії R-L23 (Z2105/Z2103; або R1b1a1a2a) за дослідженням 2015 року виявлена у 36,2% башкир Бурзянського району, 21,2% удмуртів, 8% комі, 6,8% мордовців, 3,8% бесерм'ян та 2,3% чуваш.
На Балканах R-L23 виявлена у 7,9% косівських албанців, 5,1% македонців, 4,4% сербів.

## Зовнішня структура R-M269
- R1b (M343)
  - R1b* (M343*) - надто нечисельні, переважно у Ірані
  - L278 (M415) - найчисельніші
    - L278* (M415*) - початкові форми L278 (M415) виявлені у людей самарської культури мідної доби. Сучасні на українському Передкарпатті, менше у Східній, Західній Азії, в Італії
    - PH155 - надзвичайно рідкісне виявлені у Східному Туркестані, Таджикистані, Бутані, на Бахрейні
    - L754 - найчисельніші
      - L754* - віллабрунська людина епіграветської культури з північної Італії; сучасний народ півдня Сахари сахарської мовної сім'ї
      - V2219 - на заході центральної Африки обумовлене до-ісламським рухом народів з Євразії
      - L389
        - V1636 - дуже рідкісні у різних частинах південно-західної Азії, на Середземномор'ї та у континентальній Європі
        - P297 - більшість євразійських R1b належить цьому субкладу, представляючи велику частину сучасного людства.
          - P297* - виявлена у ямній культурі бронзової доби
          - M478 - нащадки половців-кипчаків серел казахів, башкир, частково козаки, балкарці та чуваші
          - M269

## Внутрішня структура дерева R-M269
- M269 - найчисельніша гаплогрупа R1b, що складає більшість чоловічого населення Західної Європи; поширена в Євразії від понад 90% у Ірландії та Велсі до 1% у Індії та Китаї; у Африці з максимумом в Алжирі.
  - L23 - є найбільш поширеними з M269; усі достатньо досліджені українці-носії М269 відносилися до L23
    - L23* - парагрупа зустрічається у Анатолії, на Кавказі та Середземномор'ї
    - L51 - "західноєвропейська" гілка M269;
      - парагрупа L51* зустрічається з найбільшою частотою у південній Франції та північній Італії; L51 сформувалася 6100 років тому; загальний предок жив 5800 років тому;
      - Z2118
        - Z2116

      - L52
        - L151 (R1b1a1a2a1a) - L151 сформувалася 5800 років тому; загальний предок жив 4800 років тому; включає більшість чоловіків з R1b у Західній Європі; 2/3 українців-носіїв M269 відносяться до цієї галузі
          - P312 - третина українців-носіїв L151 відносяться до цієї галузі
          - U106 - до неї належать 25% носіїв R1b у Європі з центром поширення у Фрисландії й у Центральній Європі; 2/3 українців-носіїв L151 відносяться до цієї галузі
          - S1200
          - A8051
          - A8039

    - Z2103 - "балкансько-малоазійська" гілка M269; третина українців-носіїв M269 відносяться до цієї галузі
      - Z2106
      - L584
      - Y4364
      - RF331

  - RF7562 - переважно зустрічається на Балканах, у Туреччині та Вірменії й може відражати ранню міграцію з українського степу на Балкани доби середньостогівської культури; сформувалася 5600 років тому; загальний предок жив 4700 років тому
    - Y36978
      - Y31335
      - Z29758

    - RF7563

### R-L23
R-L23 (R1b1a1a2a) сформувалася 6400 років тому. Загальний предок жив 6100 років тому.
Початковий тип L23* у сучасності зустрічається у Анатолії, на Кавказі та на Середземномор'ї.
Головна підгалузь M269 гаплогрупа L23 приблизно 4500 років до Р.Х. у добу панування у понтійсько-каспійському степу середньостогівсько-хвалинської культурно-історичної спільноти. 99% носіїв R1b, що говорять індо-європейськими моваминалежать галузі L23.
Саме тоді з'являються та продовжуються у наступних степових культурах самобутні поховання під могилами (курганами) з положенням померлих на спині з піднятими, зігнутими колінами, з напрямом голови на північний схід. 

#### R-L52

##### R-U106 (R1b1a1a2a1a1)
U106 сформувалася 4800 років тому. Загальний предок жив 4700 років тому.
Ця галузь також відома як M405 або S21 й визначається присутністю сніпа U106. До неї належать 25% носіїв R1b у Європі з центром поширення у Фрисландії й у Центральній Європі. Найчастіше U106 зустрічається у Фрисландії з 44% чоловічого населення. У Центральній Європі U106 складає до 60% носіїв R1 сукупно.
Найближче розгалуження дерева R-U106:
- U106
  - S263 - усі достатньо досліджені українців з U106 належать до цієї гаплогрупи
    - S499
      - L48 - більшість українців з U106 належать до цієї галузі; до підгалузі цієї гаплогрупи Z9 - Z331 належить половина глибоко досліджених українців гаплогрупи L48
      - S1684
      - FGC20699
      - L259
      - FGC13959

    - S264 - меншість українців з U106 належать до цієї галузі
      - S497
      - Y18100
      - S5520
      - Y3965
      - Y29890

  - Z19
    - Z372
      - S3207
      - L257
      - Y29971
      - Y19513 

    - FGC35835 - малочисельна у Англії, походить зі Швеції
      - FGC54210

    - DF95 - малочисельна у Нідерляндах
      - Y15995

    - Y31457
    - Y20989
    - FGC5809

  - FGC3861
    - Z8053
      - Y2404

    - FGC14875

  - Y3443 - мала частота у Північно-Західній Європі з центром у Нідерландах
    - Y11145
      - Y20963

    - A279

  - S18632
    - Y19747
    - Y16491

  - S16185
    - S16361

##### R-P312 (R1b1a1a2a1a2)
P312 сформувалася 4800 років тому. Загальний предок жив 4500 років тому.
Галузь P312 також відома як S116. Разом з U106, P312 є найбільш поширенішим типом R1b1a2 (R-M269) у Європі. Вона глибоко досліджена щодо своїх розгалужень.
Найближче розгалуження дерева R-P312:
- P312 - третина українців-носіїв L151 відносяться до цієї гаплогрупи
  - DF27 - більша частина українців-носіїв P312 відносяться до цієї галузі
    - Z195
      - Z272
      - Z198

    - FGC20747
      - V3505
      - Z1899
      - S1327
      - A11366
      - CTS11005

    - Z225
      - Y16019
      - Z2543
      - Y12470
      - Z222

    - Z2571
      - Y8841
      - Z2572

    - Z2552
      - L617
      - DF81
      - YP4295

    - Z2559
      - DF83

    - Y13142
      - FGC39929
      - Y13804

    - Y3267
      - Y7365
      - Y17993
      - A434

    - Y14084
      - Y14083
      - Y20214

    - DF79
      - Z2551
      - Y32284

    - BY2285
      - Y5076

    - Y17221
      - Y23216

    - Z37492
      - PH2047
      - FGC23535

    - FGC17112
      - FGC17104
      - Y36330

    - Z2573
      - Z29624

    - BY653
      - BY21118

    - BY11969
      - Y36306
      - Y36976

    - Y6951
      - Y6949

    - Y14529
      - Y18450
      - Y15787

    - Y30754
    - Y24895
    - SK2109
    - S6206
      - S6219

    - S4381
    - RF6566
      - PF6557

    - FGC46562
      - FGC46541

    - A15900
      - BY19550

    - YP4695
    - Y3505
    - Y34560
    - Y33093
    - Y30814
    - Y23055
    - Y11849
    - BY1058
      - L881

    - BY3332

  - U152
    - L2 - менша частина українців-носіїв P312 відносяться до цієї галузі
      - FGC11577
      - FGC5354
      - Y11232
      - Y11667
      - A6454
      - DF90
      - Y20253
      - 22151
      - Y3961
      - A197
      - S14469
      - Z367
      - L20

    - Z36
      - A7983
      - Y3577
      - A7970
      - CTS5531
      - Y16889

    - Z56
      - L4
      - BY2806
      - S1523
      - S47
      - Z145

    - Z192
      - CTS10676
      - RF6656

    - CTS2617
      - CTS11993
      - Y16248

    - Y22447
      - Y22162

    - A275
      - Y32753

    - Y22161
    - BY3851

  - S461
    - L21 - сформувалася 4500 років том; загальний предок жив 4300 років тому; також відомий як M529 або S145 найбільш поширений у Англії та Ірландії де складає 25-50% чоловічого населення
      - DF13
      - DF63
      - A5846
      - A7906

  - L238
    - Z2245
      - CTS11638
      - Y29874

  - DF19
    - DF88
      - Y3096

    - Z302
      - Y23278

    - Z39400

  - DF99
    - Y5047
      - S16136

    - BY3449
      - BY3447

    - Y2832

  - PH2278
  - Y18209

###### R-U152
U152 сформувалася 4500 років тому. Загальний предок жив 4500 років тому.
U152 також відома як S28. Вона була визначена 2005 року. За дослідженнями 2007 року є найчастішою (20–44%) у Швейцарії, Італії, Франції, у Західній Польщі та частотою що перевищує 15% у деяких краях Німеччини та Англії. Подібне дослідження Крусіані у 2010 році підтверджує піки частоти у Північній Італії та Франції. У австрійському Тіролі 9 з 135 (6,7%) чоловіків були носіями U152/S28. У місцевості на півночі Башкортостану у 71% башкир виявлена R-U152. Нащадки Генрі Сомерсета, 5-го герцога Бофорта є носіями U-152.

#### R-Z2103
Z2103 сформувалася 6100 років тому. Загальний предок жив 4300 років тому.
"Балкано-малоазійська" гаплогрупа Z2103 переважно зосереджена у Малій Азії, Вірменії та на Балканах. В Україні залишки гаплогрупи після існування в українських степах мідної доби та згодом в усатівській культурі та остаточній міграції на Балкани (дорійці) й далі у Малу Азії (мушки). Рештки населення степів мідної доби стали частиною українського народу.
Найближче розгалуження дерева R-Z2103:
- Z2103 - "балкано-малоазійська" гілка M269; третина українців-носіїв M269 відносяться до цієї галузі
  - Z2106
    - Z2108 - більшість українців носіїв Z2103 відносяться до цієї гаплогрупи
      - Z2110 - більшість українців носіїв Z2108 відносяться до цієї галузі
      - Y14415
      - KMS67

    - CTS8966
      - BY3295
      - CTS
      - 347

  - L584
    - FGC14590
      - Y19434 - українці
      - L943
      - Y18687 - українці

    - Y18781
      - PH2731
      - Y11912

  - Y4364
    - Y4366
      - Y19860 - українці
      - Y36437

    - BY13762
      - Y35893
      - Y31308

    - M12135
      - Y30217

    - BY3716
    - BY3294

  - RF331

## R-M269 серед українців
За даними трьох груп Familytree DNA, де сконцентровані українці, носіями R1b є 35 з 604, тобто 5,8%. 
До "європейської гілки" М269 відносяться 31 з 35 (88,6%) R1b. Взагалі серед українців: М269 - 5.13%.
Усі визначенні за галуззю (числом 17) українці-носії М269 відносилися до L23. З них до "західноєвропейської" L51 та нижче за деревом L151 відносяться 11 з 17 (64,7%). До "балкано-малоазійської" Z2103  - 5 з 17 (29,4%).
Носії L151 розділені на U106 (7 з 11) та P312 (4 з 11). До U106 відноситься 4 зразка L48 (у тому числі 2 до Z331) та  зразок до S264. До P312 відноситься 2 зразка L2 та 1 зразок DF27.
Серед носіїв Z2103 4 зразка належить до Z2108 та вниз за деревом до Z2110 (3 зразхка CTS7556, 1 зразок CTS7822) та 1 зразок - до Z2109.

## Таблиця поширення R-M269
| Країна               | Вибірка                   | Зразки | R-M269  | Джерело                  |
| -------------------- | ------------------------- | ------ | ------- | ------------------------ |
| Уельс                | по всій країні            | 65     | 92,3 %  | Balaresque et al. (2009) |
| Іспанія              | Країна Басків             | 116    | 87,1 %  | Balaresque et al. (2009) |
| Ірландія             | по всій країні            | 796    | 85,4 %  | Moore et al. (2006)      |
| Іспанія              | Каталонія                 | 80     | 81,3 %  | Balaresque et al. (2009) |
| Франція              | Бретань, Іль і Вілен      | 82     | 80,5 %  | Balaresque et al. (2009) |
| Франція              | Окситанія, Верхня Гаронна | 57     | 78,9 %  | Balaresque et al. (2009) |
| Англія               | Корнуол                   | 64     | 78,1 %  | Balaresque et al. (2009) |
| Франція              | Атлантична Луара          | 48     | 77,1 %  | Balaresque et al. (2009) |
| Франція              | Бретань, Фіністер         | 75     | 76,0 %  | Balaresque et al. (2009) |
| Франція              | Країна Басків             | 61     | 75,4 %  | Balaresque et al. (2009) |
| Іспанія              | Андалусія Східна          | 95     | 72,0 %  | Balaresque et al. (2009) |
| Іспанія              | Ла-Манча                  | 63     | 72,0 %  | Balaresque et al. (2009) |
| Франція              | Вандея                    | 50     | 68,0 %  | Balaresque et al. (2009) |
| Франція              | Соммська затока           | 43     | 62,8 %  | Balaresque et al. (2009) |
| Англія               | Лестершир                 | 43     | 62,0 %  | Balaresque et al. (2009) |
| Італія               | Північний схід (Ладини)   | 79     | 60,8 %  | Balaresque et al. (2009) |
| Іспанія              | Галісія                   | 88     | 58,0 %  | Balaresque et al. (2009) |
| Іспанія              | Андалусія Західна         | 72     | 55,0 %  | Balaresque et al. (2009) |
| Португалія           | Південь                   | 78     | 46,2 %  | Balaresque et al. (2009) |
| Італія               | Північний захід           | 99     | 45,0 %  | Balaresque et al. (2009) |
| Данія                | по всій країні            | 56     | 42,9 %  | Balaresque et al. (2009) |
| Нідерланди           | по всій країні            | 84     | 42,0 %  | Balaresque et al. (2009) |
| Італія               | Північний схід            | 67     | 41,8 %  | Battaglia et al. (2008)  |
| Вірменія             | Арартська долина          | 41     | 37,3 %  | Herrera et al. (2012)    |
| Росія                | Башкири                   | 471    | 34,40 % | Lobov (2009)             |
| Німеччина            | Баварія                   | 80     | 32,3 %  | Balaresque et al. (2009) |
| Вірменія             | Озеро Ван                 | 33     | 32,0 %  | Herrera et al. (2012)    |
| Вірменія             | Гардман                   | 30     | 31,3 %  | Herrera et al. (2012)    |
| Італія               | Сицилія Західна           | 122    | 30,3 %  | Di Gaetano et al. (2009) |
| Польща               | по всій країні            | 110    | 22,7 %  | Myres et al. (2007)      |
| Сербія               | по всій країні            | 100    | 10,0 %  | Belaresque et al. (2009) |
| Словенія             | по всій країні            | 75     | 21,3 %  | Battaglia et al. (2008)  |
| Словенія             | по всій країні            | 70     | 20,6 %  | Balaresque et al. (2009) |
| Туреччина            | Центр                     | 152    | 19,1 %  | Cinnioğlu et al. (2004)  |
| Македонія            | по всій країні            | 64     | 18,8 %  | Battaglia et al. (2008)  |
| Італія               | Сицилія Східна            | 114    | 18,4 %  | Di Gaetano et al. (2009) |
| Крит                 | по всій країні            | 193    | 17,0 %  | King et al. (2008)       |
| Італія               | Сардинія                  | 930    | 17,0 %  | Contu et al. (2008)      |
| Вірменія             | Сасун                     | 16     | 15,4 %  | Herrera et al. (2012)    |
| Іран                 | Північ                    | 33     | 15,2 %  | Regueiro et al. (2006)   |
| Молдова              |                           | 268    | 14,6 %  | Varzari (2006)           |
| Греція               | по всій країні            | 171    | 13,5 %  | King et al. (2008)       |
| Туреччина            | Захід                     | 163    | 13,5 %  | Cinnioğlu et al. (2004)  |
| Румунія              | по всій країні            | 54     | 13,0 %  | Varzari (2006)           |
| Туреччина            | Схід                      | 208    | 12,0 %  | Cinnioğlu et al. (2004)  |
| Алжир                | Північний схід            | 102    | 11,8 %  | Robino et al. (2008)     |
| Росія                | Смоленська область        | 107    | 11,2 %  | Balanovsky et al. (2008) |
| Ірак                 | по всій країні            | 139    | 10,8 %  | Al-Zahery et al. (2003)  |
| Непал                | Невар                     | 66     | 10,60 % | Gayden et al. (2007)     |
| Болгарія             | по всій країні            | 808    | 10,5 %  | Karachanak et al. (2013) |
| Туніс                | столиця                   | 139    | 7,2 %   | Adams et al. (2008)      |
| Алжир                | столиця                   | 46     | 6,5 %   | Adams et al. (2008)      |
| Боснія і Герцоговина | серби                     | 81     | 6,2 %   | Marjanovic et al. (2005) |
| Іран                 | Південь                   | 117    | 6,0 %   | Regueiro et al. (2006)   |
| Росія                | Воронезька область        | 96     | 5,2 %   | Balanovsky et al. (2008) |
| ОАЕ                  |                           | 164    | 3,7 %   | Cadenas et al. (2007)    |
| Боснія і Герцоговина | босніці                   | 85     | 3,5 %   | Marjanovic et al. (2005) |
| Пакистан             |                           | 176    | 2,8 %   | Sengupta et al. (2006)   |
| Росія                | Білгород                  | 143    | 2,8 %   | Balanovsky et al. (2008) |
| Росія                | Псковська область         | 75     | 2,7 %   | Balanovsky et al. (2008) |
| Росія                | Курська область           | 45     | 2,2 %   | Balanovsky et al. (2008) |
| Боснія і Герцоговина | хорвати                   | 90     | 2,2 %   | Marjanovic et al. (2005) |
| Катар                |                           | 72     | 1,4 %   | Cadenas et al. (2007)    |
| Китай                |                           | 128    | 0,8 %   | Sengupta et al. (2006)   |
| Індія                | різні народи              | 728    | 0,5 %   | Sengupta et al. (2006)   |
| Хорватія             | Осієк                     | 29     | 0,0 %   | Battaglia et al. (2008)  |
| Ємен                 |                           | 62     | 0,0 %   | Cadenas et al. (2007)    |
| Тибет                |                           | 156    | 0,0 %   | Gayden et al. (2007)     |
| Непал                | Таманг                    | 45     | 0,0 %   | Gayden et al. (2007)     |
| Непал                | Катманду                  | 77     | 0,0 %   | Gayden et al. (2007)     |
| Японія               |                           | 23     | 0,0 %   | Sengupta et al. (2006)   |